# Naturschutzgebiet Katenberg
Das Naturschutzgebiet Katenberg mit einer Größe von 9,8 ha liegt nordwestlich von Enkhausen im Stadtgebiet von Sundern (Sauerland). Das Gebiet wurde 1993 mit dem Landschaftsplan Sundern durch den Kreistag des Hochsauerlandkreises erstmals als Naturschutzgebiet (NSG) mit einer Flächengröße von 9,5 ha ausgewiesen. Bei der Neuaufstellung des Landschaftsplaners Sundern wurde das NSG erneut ausgewiesen und vergrößert. Das NSG grenzt direkt an vier verschiedene Landschaftsschutzgebiete an. Das Naturschutzgebiet Läusebrink liegt von einem Feldweg und einer Wiese getrennt im Westen. Das NSG grenzt im Süden direkt an die Bundesstraße 229 an. Das Dorf Enkhausen liegt nur wenige Meter von der NSG-Grenze entfernt.

## Schutzzweck
Das NSG soll das Gebiet mit dem dortigen Arten schützen. Wie bei allen Naturschutzgebieten in Deutschland wurde in der Schutzausweisung darauf hingewiesen, dass das Gebiet „wegen der Seltenheit, besonderen Eigenart und Schönheit des Gebietes“ zum Naturschutzgebiet wurde.